# Ź
Das Ź (Minuskel: ź), ein z mit dem Diakritikon ´ (Akut), ist im Polnischen ein Zeichen für den stimmhaften alveolopalatalen Frikativ [⁠ʑ⁠]. Nicht zu verwechseln ist das ź mit dem ż, dem Buchstaben für den stimmhaften retroflexen Frikativ im polnischen Alphabet.
Das Zeichen kommt auch in der belarussischen Łacinka, im niedersorbischen Alphabet, in der montenegrinischen Lateinschrift und im Wilmesaurischen vor. Im Obersorbischen kommt das ź nur in der Kombination dź vor und wird als Großbuchstabe nur geschrieben, wenn der gesamte Text in Versalien steht.
In HTML kann man das Ź mit &Zacute; bzw. das ź mit &zacute; bilden.

## Graphotaktik
Im Polnischen steht der Buchstabe ź so gut wie nie vor Vokalbuchstaben, weil dort zi geschrieben wird.